# Peter Wiben
Peter Wiben, auch Peter Wiebe, Peter Wibe, Peter Wybe oder Hans Pommerink, († 17. Mai 1545 auf Helgoland) war ein deutscher Landsknecht in der Bauernrepublik Dithmarschen, ein Pirat und Räuber. Er ist eine sagenumwobene Gestalt aus der Geschichte Schleswig-Holsteins.

## Leben
Über Wibens Herkunft und Familie ist nichts überliefert. Er lebte in der ersten Hälfte des 16. Jahrhunderts in Meldorf. 1531 führte er auf Anordnung der Achtundvierziger bei Brunsbüttel  eine 500 Mann starke Miliz. Diese Truppe hatte den Auftrag, einen Einfall des späteren dänischen Königs und damaligen Herrschers eines Teiles von Holstein Christian III. nach Dithmarschen abzuwehren.
Nach einem juristisch verlorenen Erbschaftsstreit musste Wiben um 1539/40 sein Haus verlassen. Verbittert wurde er zum erklärten Staatsfeind der Bauernrepublik und versuchte sich zunächst den dänischen Truppen Christians III. anzuschließen. Als er hier keine Aufnahme fand, sammelte er Gefolgsleute um sich und wurde zum Straßenräuber, der Dithmarschen terrorisierte. Auch Wibens Bruder schloss sich ihm an. In den Folgemonaten unternahm er von Holstein aus Raubzüge nach Dithmarschen und brandschatzte ganze Orte. Unter anderem legte er Schafstedt in Schutt und Asche. Bereits im Herbst 1541 wurde er auf holsteinischem Territorium gefangen genommen und 1542 in Rendsburg vor ein Volksgericht gestellt. Das Gericht sprach Wiben allerdings frei und verurteilte die Dithmarscher, deren Vertreter nicht zum Gerichtstermin erschienen waren, Schadensersatz zu leisten und die Kosten des Prozesses zu tragen. Eine höhere Instanz, das Goding, bestätigte sechs Wochen später das Urteil. Wiben wurde zugestanden, eine rechtmäßige Fehde gegen Dithmarschen zu führen, da ihm sein Erbanspruch verweigert wurde. Die Dithmarscher erkannten das Urteil jedoch weiterhin nicht an. So wandte sich Wiben an Kaiser Karl V., der 1544 den Fall an den Erzbischof von Bremen Christoph von Braunschweig-Lüneburg überstellte. Auch dessen Zuständigkeit lehnten die Dithmarscher ab. Stattdessen riefen sie das kaiserliche Kammergericht an. Auch hier konnte kein abschließendes Urteil gegen Wiben gefunden werden. 1559 holte die politische Realität die Kläger ein. Die Bauernrepublik Dithmarschen war in der Letzten Fehde untergegangen, die Klage somit hinfällig.

### Tod und Hinrichtung
Peter Wiben erlebte diese juristische Auseinandersetzung, die die Dithmarscher vornehmlich gegen Holstein führte, nicht mehr. Nach seinem Freispruch von 1542 ließ er sich unter dem Decknamen Hans Pommerink auf Helgoland nieder und unternahm zusammen mit seinem Bruder und einer zehnköpfigen Bande aus Gefolgsleuten von der Insel aus Raubzüge gegen Orte an der dithmarschen Küste. Am 17. Mai 1545 sandte die Bauernrepublik eine 100 Mann starke Truppe mit zwei voll ausgerüsteten Schiffen unter dem Kommando von Claus Suel nach Helgoland. Der Stoßtrupp konnte Wiben und dessen Bruder im Kampf überwältigen und erschießen. Ihre Leichen wurden nach Heide in Dithmarschen gebracht, wo sie unter dem Jubel des Volks enthauptet und gerädert wurden.
Dieser Vorstoß einer Dithmarscher Miliz auf schleswig-holsteinisches Territorium war für Herzog Adolf I. von Schleswig-Holstein-Gottorf ein weiterer Grund, der Bauernrepublik Dithmarschen 1559 das Ende zu bereiten. Nach der Einnahme durch die Holsteiner wurden die Dithmarscher dazu verurteilt, den Erben Wibens eine Entschädigung von 6000 Mark zu erstatten, zahlbar innerhalb von sechs Jahren.

## Rezeption
Detlev von Liliencron veröffentlichte 1909 ein Gedicht über Peter Wiben.
Ein 1996 erschienener Roman von Robert Jung mit dem Titel Wiben Peter. Der Kohlhaas der Westküste befasst sich mit dem Leben Wibens.
Friedrich Pauly verfasste eine niederdeutsche Übersetzung des Romans von Carit Etlar unter dem Titel Wiben Peter, die 1932 mit einem kurzen lobenden Vorwort von Gustav Frenssen erschien.

## Quelle
- Johann Adolfi Köster: Chronik des Landes Dithmarschen. Aus der Urschrift herausgegeben von Prof. Friedrich Christoph Dahlmann, Band 2, Kiel 1827, S. 83ff.